# Parafia św. Mikołaja w Sidzinie
Parafia św. Mikołaja w Sidzinie – rzymskokatolicka parafia znajdująca się w archidiecezji krakowskiej, w dekanacie Jordanów, w Polsce.